# Guía de Isora (kommun)
Guía de Isora är en kommun i Spanien.  Den ligger i provinsen Santa Cruz de Tenerife i den autonoma regionen Kanarieöarna i sydvästra delen av landet, 1 800 km sydväst om huvudstaden Madrid. Antalet invånare är 22 642 (2024). Guía de Isora ligger på ön Teneriffa